# Diospyros yunnanensis
Diospyros yunnanensis là một loài thực vật có hoa trong họ Thị. Loài này được Rehder & E.H.Wilson mô tả khoa học đầu tiên năm 1916.